# Bart Robbers
Bart J. Robbers (Zuidland, 2 december 1941 - Amsterdam, 13 januari 2015) was een D66-gemeenteraadslid en fractievoorzitter in Amsterdam en daarnaast onder meer voorzitter van het Bijbels Museum. Zijn naam is verbonden aan de Bart Robberslezing. Hij was betrokken bij de eenwording van de Protestantse Kerk in Nederland (PKN). Voor de Gereformeerde kerken schreef hij diverse boeken.

## Biografie
Robbers werd geboren in Zuidland in Zuid-Holland als zoon van een dominee. Hij studeerde theologie aan de Vrije Universiteit in Amsterdam, maar maakte deze studie niet af. Vanaf de jaren tachtig van de twintigste eeuw werd Robbers actief voor en in Democraten 66. Hij was achtereenvolgens duoraadslid van 1986 tot 1990 en D66-gemeenteraadslid met de functie fractievoorzitter in de Amsterdamse gemeenteraad van 1990 tot 1998. In voor D66 moeilijke tijden wist hij de fractie te sturen en bij elkaar te houden. Bij de landelijke D66 regelde en bedacht hij een vernieuwing van de congressen en partijorganisatie.
In 2014 ontving Robbers op het landelijk D66-congres voor zijn niet aflatende inzet voor D66 de Jan Glastra van Loon-penning. Hij was ridder in de Orde van Oranje Nassau.
Robbers was ook actief als bestuurder in tal van organisaties. Hij wist door de aard van zijn persoon en optreden steeds weer mensen tot elkaar te brengen. In oktober 2016 werd voor het eerst een Bart Robberslezing gehouden. Deze werd mede georganiseerd door het Bijbels Museum te Amsterdam, waar Robbers jarenlang voorzitter van het bestuur was, de Vermeulen Brauckmanstichting en de Protestantse Kerk Amsterdam. De lezing werd naar Robbers genoemd, omdat de initiatiefnemers vinden dat deze tijd behoefte heeft aan de verbindende geestkracht van mensen zoals Robbers. De eerste lezing werd gehouden door Stephan Sanders en Mirjam Sterk.
Zijn werk voor de Gereformeerde kerk Nederland (GKN) wist hij te verenigen met zijn werk als politicus voor D66. Voor de Gereformeerde kerken schreef hij diverse boeken, waaronder een boek bedoeld voor godsdienstonderwijs voor kinderen. Hij was betrokken bij de eenwording van de Protestantse Kerk in Nederland (PKN). Hij was als voorzitter van een kerkelijke commissie medeverantwoordelijk voor het "Dienstboek" ten behoeve van de Samen op Wegkerken, later de PKN.
Hij stierf op 73-jarige leeftijd aan de gevolgen van een noodlottig verkeersongeval op het Rokin en werd begraven op Zorgvlied.